# Chim ó biển (tiểu thuyết)
Chim Ó Biển là cuốn tiểu thuyết của Rafael Sabatini, xuất bản lần đầu tiên vào năm 1915. Câu chuyện được đặt ra trong những năm 1588-1593 và liên quan đến một quý ông thủy quân lục chiến đã nghỉ hưu, Sir Oliver Tressilian, người đã bị phản bội bởi một người anh cùng cha khác mẹ đầy đố kị. Sau khi bị buộc phải phục vụ như một nô lệ trên một chiếc thuyền ga-lê, Sir Oliver được giải thoát bởi cướp biển Barbary. Anh ta gia nhập nhóm cướp biển, lấy tên là "Sakr-el-Bahr" (con chim ưng), và tuyên thệ trả thù anh trai mình.

## Cốt truyện
Sir Oliver Tressilian sống ở mảnh đất ở Penarrow cùng với anh trai, Lionel. Oliver được hứa hôn với Rosamund Godolphin, người anh rể nóng nảy của cô, Peter, ghét người Tressilians do mối thù giữa cha của họ. Người giám hộ của Peter và Rosamund, Sir John Killigrew, cũng không yêu quí gì đối với người nhà Tressilians.
Các hành động của Peter đẩy Oliver vào cuộc đấu với Sir John. Mưu đồ này đã trái với mong muốn của y: Sir John bị thương nghiêm trọng, và thêm căm thù Peter. Peter cố gắng lôi Oliver vào một cuộc đối đầu dữ dội, nhưng Oliver chú ý đến lời cảnh báo của Rosamund không bao giờ gặp anh trai của cô trong một trận đấu vì danh dự. Một buổi tối, Lionel trở về nhà, đầy máu me và kiệt sức. Ông đã giết chết Peter trong một cuộc đấu tay đôi, nhưng không có nhân chứng. Oliver được tin là kẻ đã giết Peter, và Lionel không làm gì để bác bỏ cáo buộc. Để tránh những hậu quả do cái chết của Peter, Lionel đã bắt cóc Oliver và bán làm nô lệ để đảm bảo rằng anh ta không bao giờ tiết lộ sự thật. Trên đường đi đến Tân Thế giới, con tàu nô lệ bị tấn công bởi người Tây Ban Nha, và phi hành đoàn của nó có thêm các nô lệ.
Trong sáu tháng, Oliver tiếp tục ngày tháng nô lệ của mình bên những mái chèo trên chiếc thuyền ga-lê Tây Ban Nha. Anh ta kết bạn với một người nô lệ Ma-rốc, Yusuf-ben-Moktar. Oliver, Yusuf và các nô lệ khác được trả tự do khi chiếc tàu trên bị tấn công bởi những hải tặc Hồi giáo. Họ đề nghị được chiến đấu cho người Hồi giáo. Kỹ năng chiến đấu của Oliver và lời khai của Yusuf, cháu trai của Basha của Algiers, trao cho Oliver đặc quyền đặc biệt trong xã hội Hồi giáo. Ông trở thành hải tặc khét tiếng Sakr-el-Bahr, "Diều hâu của biển cả". Trong vai trò mới này, Oliver giải cứu nô lệ của Anh bằng cách tự mua và giải phóng họ ở Ý.
Oliver bắt được một chiếc tàu Tây Ban Nha và phát hiện ra kẻ bắt cóc mình là Jasper Leigh, một nô lệ chèo thuyền. Ông cho Jasper cơ hội để cải sang đạo Hồi và tham gia vào băng hải tặc của mình. Với các kỹ năng hoa tiêu của Jasper, Sakr-el-Bahr giông buồm đến nước Anh để trả thù Lionel.
Lionel đã chiếm Penarrow. Anh ta đã hứa hôn với Rosamund, người tin rằng Oliver đã giết anh trai của cô ta. Sakr-el-Bahr đưa họ đến Algiers để bán dưới dạng nô lệ. Basha thích Rosamund, và lên kế hoạch mua cô. Basha không có đủ tiền mặt để đáp ứng yêu cầu cao, và Sakr-el-Bahr đã thắng cô. Basha đe dọa đưa cô bằng vũ lực, nhưng Sakr-el-Bahr kết hôn với cô, đánh bại những nỗ lực của Basha. Anh ta cũng mua Lionel và lừa anh ta tiết lộ sự thật về cái chết của Peter.
Chuyện Sakr-el-Bahr mua Rosamund khiến cho cha con Basha bắt đầu nghi ngờ về anh ta. Trong một chuyến đi, Sakr-el-Bahr đã cố gắng giấu Rosamund để phóng thích cô đến một quốc gia Thiên Chúa giáo, nhưng không may bị phát hiện bởi con trai của Basha khi Sakr-el-Bahr thách anh ta bắn tên. Hai cha con Basha vô cùng tức giận, tuy nhiên với sự cương quyết của Sakr-el-Bahr và nghĩ đến hậu quả nếu xảy ra giao chiến, Basha đành phải nín nhịn.
Trong chuyến đi đó, bất ngờ chiếc tàu "Én bạc" của Sir John Killigrew xuất hiện. Sakr-el-Bahr đã nắm được cơ hội giải thoát cho mình và Rosamund, liền dàn dựng tình huống đánh nhau với Lionel và đẩy anh ta xuống biển để bơi đến tàu. Ngay sau đó, tàu "Én bạc" đã cập vào thuyền của hải tặc và một trận chiến đã nổ ra. Nhưng Sakr-el-Bahr đã kịp ngăn chặn nó trở nên nghiêm trọng hơn. Anh ta chấp nhận trở thành tù binh cho Sir John Killigrew với điều kiện không được bắt thêm một người cướp biển nào khác. Thuyền trưởng, Sir John, đã chấp nhận, mà không biết rằng ngài đã bắt thêm một người nữa, chính là Jasper Leigh, người cũng đã vô tình giết chết Lionel khi anh ta vừa nhảy sang thuyền của hải tặc.
Sakr-el-Bahr, nay lại trở về là Oliver xưa, bị giam trong khoang tàu tối tăm. Sir John đã quyết định xử tử anh bằng hình thức treo cổ ngay trên biển vì tội giết Peter và dị giáo (do Oliver đã cải sang Hồi giáo để gia nhập băng cướp biển). Trong phiên tòa xét xử Oliver, Oliver, được sự hỗ trợ của Rosamund, đã cố gắng dùng những lí lẽ và bằng chứng để minh oan. Lúc này, một chuyện bất ngờ xảy ra. Lionel, trước lúc hấp hối, đã tỉnh lại và tiết lộ toàn bộ sự thật rằng chính mình là người giết Peter Godolphin. Mọi chuyện được sáng tỏ, Oliver được giải oan và được trở về nước Anh.

## Chuyển thể thành phim
- Frank Lloyd đã đạo diễn và sản xuất The Sea Hawk (1924), một bộ phim câm chuyển thể từ tiểu thuyết, tác phẩm này tương đối trung thành với cốt truyện ban đầu của Sabatini.
- Bộ phim nổi tiếng The Sea Hawk (1940), với sự tham gia của Errol Flynn, ban đầu được lên kế hoạch như là một bản chuyển thể của cuốn tiểu thuyết, nhưng một câu chuyện hoàn toàn khác đã được thay thế dưới cùng một tiêu đề. Vẫn là một câu chuyện ngộ nghĩnh, tuy nhiên, bộ phim đã sử dụng một số cảnh phim lấy trực tiếp từ bản chuyển thể năm 1924.
[1]

Biển Hawk đã được phát hành như là một Bản sách in dịch vụ thời chiến năm 1944.